# Єжи Матусинський
Єжи Матусинський (пол. Jerzy Matusiński) (1 жовтня 1890, Варшава — після 8 жовтня 1939, Москва) — польський громадський і політичний діяч, дипломат. Генеральний консул Польщі у Києві (1936–1939).

## Біографія
Народився 1 жовтня 1890 року у місті Варшава. Закінчив Варшавську школу політичних наук, згодом юридичний факультет Ягеллонського університету в Кракові.
У 1918–1920 рр. — працював співредактором видання «Голос Польщі» на Далекому Сході. З липня 1920 по серпень 1921 рр. — працював у 2-му відділі міністерства військових справ Польщі. З серпня 1923 по 1925 рр. — очолював представництво мішаної комісії у справах репатріації у Читі.
З травня 1926 року на дипломатичній роботі у МЗС Польщі. Працював на посаді Генерального консула у Пітсбурзі (1933–1935), Нью-Йорку (1935), Ліллі (1935–1937) та Києві (1937–1939).
30 вересня 1939 року заарештований співробітниками НКВС УРСР в Києві. Знаходився в ув'язненні на Луб'янці.

## Сім'я
- Дружина — Анна Родзевич